# Break Down the Walls
Break Down the Walls è un singolo del gruppo musicale britannico Asking Alexandria, pubblicato il 20 gennaio 2014 come terzo estratto dal terzo album in studio From Death to Destiny.

## Tracce
Testi di Danny Worsnop e Ben Bruce, musiche di Jussi Karvinen, Logan Mader e Ben Bruce.
1. Break Down the Walls – 3:31

## Formazione
Gruppo
- Danny Worsnop – voce
- Ben Bruce – chitarra solista, voce
- Cameron Liddell – chitarra
- Sam Bettley – basso
- James Cassells – batteria

Altri musicisti
- Logan Mader – programmazione, sound design elettronico

Produzione
- Ash Avildsen – produzione esecutiva
- Joey Sturgis – produzione, ingegneria del suono, produzione ed ingegneria vocale
- David Bendeth – missaggio
- Michael "Mitch" Milan – montaggio digitale
- Ted Jensen – mastering
- Nick Sampson – produzione ed ingegneria vocale, montaggio vocale
- Allan Hessler – ingegneria vocale aggiuntiva
- Bryan Pino – tracciamento vocale aggiuntivo
- Joe Graves – tracciamento vocale aggiuntivo

## Classifiche
| Classifica (2014)             | Posizione massima |
| ----------------------------- | ----------------- |
| Stati Uniti (mainstream rock) | 17                |

## Date di pubblicazione
| Paese                 | Data di pubblicazione | Formato           | Note  |
| --------------------- | --------------------- | ----------------- | ----- |
| Stati Uniti d'America | 20 gennaio 2014       | Airplay           | [ 2 ] |
| Mondo                 | 3 giugno 2014         | Download digitale | [ 3 ] |